# Virginia Troiani
Virginia Troiani (Milano, 22 febbraio 1996) è una velocista italiana.

## Biografia
Nel 2019 si classificò quarta alle World Relays di Yokohama nella staffetta 4×400 metri mista, facendo registrare quella che all'epoca era la seconda migliore prestazione italiana della specialità.
Nel 2021 e 2022 ha vestito due volte la maglia di campionessa italiana della staffetta 4×400 metri e, sempre nel 2022, ha conquistato la medaglia di bronzo ai Giochi del Mediterraneo di Orano nei 400 metri piani. Lo stesso anno ha preso parte ai mondiali di Eugene come componente della staffetta 4×400 metri femminile insieme ad Anna Polinari, Ayomide Folorunso e Alice Mangione, classificandosi settima in finale.
Ha due sorelle gemelle, Serena e Alexandra, con le quali corre sovente una delle quattro frazioni della staffetta 4×400 metri con la maglia del CUS Pro Patria Milano, loro società di appartenenza dal 2017.

## Progressione

### 200 metri piani
| Stagione | Tempo | Luogo             | Data      | Rank. Mond. |
| -------- | ----- | ----------------- | --------- | ----------- |
| 2023     | 24"52 | Legnano           | 6-5-2023  |             |
| 2022     | 24"65 | Cassino           | 22-5-2022 |             |
| 2021     | 24"46 | Rovellasca        | 22-5-2021 |             |
| 2019     | 24"65 | Mariano Comense   | 8-9-2019  |             |
| 2018     | 24"40 | Cinisello Balsamo | 1-7-2018  |             |
| 2017     | 24"76 | Busto Arsizio     | 23-4-2017 |             |
| 2016     | 24"89 | Olgiate Olona     | 17-7-2016 |             |
| 2015     | 25"14 | Lodi              | 7-6-2015  |             |
| 2014     | 25"56 | Busto Arsizio     | 12-9-2014 |             |
| 2021     | 26"25 | Rovellasca        | 11-7-2012 |             |

### 400 metri piani
| Stagione | Tempo | Luogo           | Data      | Rank. Mond. |
| -------- | ----- | --------------- | --------- | ----------- |
| 2025     | 51"06 | Ginevra         | 21-6-2025 |             |
| 2024     | 52"53 | Bergamo         | 11-5-2024 |             |
| 2023     | 52"36 | Bergamo         | 15-7-2023 |             |
| 2022     | 52"10 | Firenze         | 4-6-2022  |             |
| 2021     | 52"82 | Nembro          | 17-6-2021 |             |
| 2020     | 53"02 | Milano          | 26-6-2020 |             |
| 2019     | 53"54 | Mariano Comense | 7-9-2019  |             |
| 2018     | 53"53 | Gavardo         | 12-7-2018 |             |
| 2017     | 53"79 | Firenze         | 10-6-2017 |             |
| 2016     | 54"51 | Olgiate Olona   | 16-7-2016 |             |
| 2015     | 54"63 | Busto Arsizio   | 27-6-2015 |             |
| 2014     | 56"79 | Rovereto        | 18-7-2014 |             |
| 2012     | 58"15 | Busto Arsizio   | 15-9-2012 |             |

### 400 metri piani indoor
| Stagione | Tempo | Luogo  | Data      | Rank. Mond. |
| -------- | ----- | ------ | --------- | ----------- |
| 2024/25  | 53"85 | Padova | 8-2-2025  |             |
| 2022/23  | 53"65 | Ancona | 18-2-2023 |             |
| 2021/22  | 53"94 | Padova | 12-2-2022 |             |
| 2020/21  | 53"68 | Ancona | 23-1-2021 |             |
| 2019/20  | 55"14 | Padova | 26-1-2020 |             |
| 2018/19  | 54"31 | Ancona | 16-2-2019 |             |
| 2015/16  | 56"01 | Ancona | 7-2-2016  |             |
| 2014/15  | 56"13 | Ancona | 8-2-2015  |             |
| 2013/14  | 57"54 | Padova | 19-1-2014 |             |
| 2012/13  | 28"15 | Ancona | 23-2-2013 |             |
| 2011/12  | 60"29 | Ancona | 18-2-2012 |             |

## Palmarès
| Anno | Manifestazione          | Sede      | Evento        | Risultato  | Prestazione | Note                                     |
| ---- | ----------------------- | --------- | ------------- | ---------- | ----------- | ---------------------------------------- |
| 2016 | Mediterraneo U23        | Mersin    | 4×400 m       | Oro        | 3'38"62     |                                          |
| 2017 | Europei U23             | Bydgoszcz | 400 m piani   | Batteria   | 54"44       |                                          |
| 2017 | Europei U23             | Bydgoszcz | 4×400 m       | 5ª         | 3'33"31     |                                          |
| 2018 | Mediterraneo U23        | Jesolo    | 4×400 m       | Oro        | 3'37"88     |                                          |
| 2019 | World Relays            | Yokohama  | 4×400 m mista | 4ª         | 3'20"28     |                                          |
| 2019 | Universiadi             | Napoli    | 400 m piani   | Semifinale | dq          | [ 1 ]                                    |
| 2022 | Giochi del Mediterraneo | Orano     | 400 m piani   | Bronzo     | 53"14       |                                          |
| 2022 | Giochi del Mediterraneo | Orano     | 4×400 m       | Oro        | 3'29"93     |                                          |
| 2022 | Mondiali                | Eugene    | 4×400 m       | 7ª         | 3'26"45     | Miglior prestazione personale stagionale |
| 2022 | Europei                 | Monaco    | 400 m piani   | Batteria   | 52"83       |                                          |
| 2022 | Europei                 | Monaco    | 4x400 m       | Batteria   | 3'28"14     |                                          |
| 2024 | World Relays            | Nassau    | 4×400 m       | 6ª         | 3'27"51     |                                          |
| 2025 | World Relays            | Guangzhou | 4x400 m mista | Batteria   | 3'15"64     |                                          |

## Altre competizioni internazionali
2025
- Campionati europei a squadre di atletica leggera ( Madrid)
- Argento ai Campionati europei a squadre di atletica leggera ( Madrid), 4x400 m mista - 3'09"66

## Campionati nazionali
- 4 volte campionessa nazionale assoluta della staffetta 4×400 m (2021, 2022, 2024, 2025)
- 1 volta campionessa nazionale assoluta indoor della staffetta 4×2 giri (2025)

2013
- Bronzo ai campionati italiani allievi, 400 m piani - 58"31

2014
- Eliminata in batteria ai campionati italiani assoluti, 400 m piani - 56"79
- 4ª ai campionati italiani assoluti di atletica leggera, 4×400 m - 3'46"56
- Bronzo ai campionati italiani juniores, 4x100 m - 48"07
- Argento ai campionati italiani juniores, 4x400 m - 3'47"30
- 4ª ai campionati italiani juniores, 400 m piani - 57"61
- 8ª ai campionati italiani juniores, 400 m hs - 1'06"86

2015
- Oro ai campionati italiani juniores indoor, 400 m piani - 56"13
- Eliminata in batteria ai campionati italiani assoluti indoor, 400 m piani - 57"17
- 6ª ai campionati italiani assoluti di atletica leggera indoor, 4×200 m - 1'40"97
- Oro ai campionati italiani juniores, 4x400 m - 3'45"87
- Bronzo ai campionati italiani juniores, 400 m piani - 55"02
- Bronzo ai campionati italiani juniores, 4x100 m - 47"34
- Eliminata in batteria ai campionati italiani assoluti, 400 m piani - 55"23
- Bronzo ai campionati italiani assoluti, 4×400 m - 3'41"21

2016
- Eliminata in batteria ai campionati italiani assoluti indoor, 400 m piani - 56"30
- Eliminata in batteria ai campionati italiani assoluti, 400 m piani - 54"73
- Bronzo ai campionati italiani assoluti, 4×400 m - 3'39"33
- 4ª ai campionati italiani promesse, 400 m piani - 55"34
- Oro ai campionati italiani promesse, staffetta 4x400 m - 3'42"81
- 4ª ai campionati italiani promesse indoor, 400 m piani - 56"01

2017
- Eliminata in batteria ai campionati italiani assoluti, 400 m piani - 54"97
- Argento ai campionati italiani assoluti, 4×400 m - 3'35"38
- Argento ai campionati italiani promesse, 400 m piani - 53"79
- Oro ai campionati italiani promesse, staffetta 4x400 m - 3'41"99

2018
- Oro ai campionati italiani promesse, 400 m piani - 54"23
- Oro ai campionati italiani promesse, staffetta 4x400 m - 3'41"10

2019
- 5ª ai campionati italiani assoluti indoor, 400 m piani - 54"98
- 5ª ai campionati italiani assoluti, 400 m piani - 53"80

2020
- Argento ai campionati italiani assoluti indoor, 4×400 m - 3'43"29
- 4ª ai campionati italiani assoluti, 400 m piani - 53"62
- Argento ai campionati italiani assoluti, 4×400 m - 3'35"06
- Oro ai campionati italiani assoluti indoor, staffetta 4x2 giri - 3'43"29

2021
- Argento ai campionati italiani assoluti indoor, 4×400 m - 3'38"55
- 6ª ai campionati italiani assoluti, 400 m piani - 53"55
- Oro ai campionati italiani assoluti, 4×400 m - 3'31"16
- Argento ai campionati italiani assoluti indoor, staffetta 4x2 giri - 3'38"55

2022
- Eliminata in batteria ai campionati italiani assoluti indoor, 400 m piani - 54"22
- Argento ai campionati italiani assoluti indoor, 4×400 m - 3'39"34
- Bronzo ai campionati italiani assoluti, 400 m piani - 52"57
- Oro ai campionati italiani assoluti, 4×400 m - 3'35"00
- Argento ai campionati italiani assoluti indoor, staffetta 4x2 giri - 3'39"34

2023
- Eliminata in batteria ai campionati italiani assoluti indoor, 400 m piani - 53"65
- Oro ai campionati italiani assoluti indoor, staffetta 4x2 giri - 3'39"84
- Argento ai campionati italiani assoluti, 4×400 m - 3'34"89

2024
- Bronzo ai campionati italiani assoluti indoor, staffetta 4x2 giri - 3'44"32
- 6ª ai campionati italiani assoluti, 400 m piani - 52"88
- Oro ai campionati italiani assoluti, staffetta 4x400 m - 3'35"76

2025
- Bronzo ai campionati italiani assoluti, 400 m piani - 52"75
- Oro ai campionati italiani assoluti, 4x400 m - 3'36"92
- Oro ai campionati italiani assoluti indoor, staffetta 4x2 giri - 3'38"85